# Bittacus monastyrskiyi
Bittacus monastyrskiyi är en näbbsländeart som beskrevs av Bicha 2007. Bittacus monastyrskiyi ingår i släktet Bittacus och familjen styltsländor. Inga underarter finns listade i Catalogue of Life.